# Dipodascus
Dipodascus es un género de hongos en la familia Dipodascaceae.